# Spartak Niżny Nowogród
Spartak Niżny Nowogród (ros. Футбольный клуб «Спартак» Нижний Новгород, Futbolnyj Kłub "Spartak" Niżnij Nowgorod) – rosyjski klub piłkarski z siedzibą w Niżnym Nowogrodzie.

## Historia
Chronologia nazw:
- 2000: Łukoił Argajasz (ros. «Лукойл» Аргаяш)
- 2001—11 lutego 2005: Łukoił Czelabińsk (ros. «Лукойл» Челябинск)
- 12 lutego 2005—14 lutego 2006: Spartak Czelabińsk (ros. «Спартак» Челябинск)
- 15 lutego 2006—styczeń 2007: Spartak Niżny Nowogród (ros. «Спартак» Нижний Новгород)
- styczeń 2007—26 lutego 2007: FK Niżny Nowogród (ros. ФК «Нижний Новгород»)

Piłkarska drużyna Łukoił została założona w 2000 w osiedlu typu miejskiego Argajasz w obwodzie czelabińskim. W 2001 przenosi się do Czelabińska.
W 2001 zespół występował w Amatorskiej Lidze i w turnieju finałowym wywalczył awans do Mistrzostw Rosji.
W 2002 klub debiutował w Drugiej Dywizji, grupie Uralskiej.
W latach 2004–2005 był farm-klubem Spartaka Moskwa.
Od sezonu 2005 z nową nazwą Spartak Czelabińsk startował w Pierwszej Dywizji.
W lutym 2006 klub przenosi się do Niżniego Nowogrodu. Już z nową nazwą Spartak Niżny Nowogród kontynuował występy w Pierwszej Dywizji, w której zajął spadkowe 18 miejsce.
W styczniu 2007 klub zmienił nazwę na FK Niżny Nowogród, jednak nie przeszedł atestacji i był nie dopuszczony do rozgrywek. 26 lutego 2007 klub został rozformowany, a jego miejsce zajął nowo powstały klub FK Niżny Nowogród, który rozpoczął sezon 2007 w Drugiej Dywizji, grupie Uralskiej.

## Sukcesy
- 9 miejsce w Rosyjskiej Pierwszej Dywizji: 2005
- 1/16 finału Pucharu Rosji: 2007